# 마돈니나 동상
마돈니나(이탈리아어: Madonnina)는 이탈리아 롬바르디아주 밀라노의 밀라노 대성당 꼭대기에 있는 성모 마리아 동상이다.

## 상세
밀라노 대성당의 첨탑 가운데 맨중앙에 배치된 마돈니나 첨탑은 등불 첨탑 (guglia del tiburio)이라고도 부르며, 1762년 프란체스코 크로체의 설계로 108.5m 높이로 세워졌다. 이 첨탑 꼭대기에 1774년 주세페 페레고가 디자인하고 제작한 성모 마리아 동상이 세워져 있다. 이곳에 동상을 세운 것은 주세페 포초보넬리 주교의 제안이었다.
밀라노에서는 어떠한 건물이라도 이 마돈니나 동상의 높이를 넘지 않는 전통이 있다. 1950년대 말 조 폰티가 설계한 피렐리 빌딩이 127.1m 높이로 지어지면서 대성당의 높이를 초과하게 되자, 빌딩 꼭대기에 마돈니나 동상의 조그만 복제본이 설치되어 이곳의 동상이 밀라노에서 가장 높이 설치된 마돈니나 동상이 되었다. 2010년 높이 161m의 팔라초 롬바르디아가 완공되어 밀라노 최고층 건물로 기록되자 여기에도 또다른 복제본이 꼭대기에 설치되었으며, 2015년 높이 209m의 알리안츠 타워에도 똑같은 복제본이 설치되면서 전통이 이어지고 있다.
마돈니나 동상은 지금도 밀라노의 상징 중 하나로 여겨진다. 밀라노에서 예로부터 전해져 내려오는 노래인 '오 미아 벨라 마돈니나' (O mia Bella Madonnina, 오 작고 아름다우신 성모시여)의 소재로도 잘 알려져 있다. 또한 밀라노를 연고지로 둔 AC 밀란과 인터밀란 간의 라이벌 관계를 두고 데르비 델라 마돈니나 (Derby della Madonnina)라고도 하는데 이 역시 이 동상의 이름을 따온 것이다.

## 같이 보기
- 밀라노 대성당
- 밀라노의 상징